# Alfred Ancel
Pour les articles homonymes, voir Ancel.
Alfred Ancel, né le 22 octobre 1898 à Lyon, où il est mort le 11 septembre 1984, est un prélat français, supérieur général de l'institut du Prado, évêque auxiliaire de Lyon et cofondateur du mouvement des prêtres ouvriers.

## Biographie
Ordonné prêtre de l'institut du Prado en 1923, il est le supérieur général du Prado de 1942 à 1971.
Il participe à la guerre de 14-18 dans les Alpes italiennes, il perd son œil droit.
Il défend à Rome sa thèse de doctorat en théologie devant Pie XI.
Nommé évêque auxiliaire de Lyon avec le titre d'évêque titulaire (ou in partibus) de Myrina (de) le 17 février 1947, il est consacré le 25 mars suivant par le cardinal Pierre Gerlier, archevêque de Lyon.
Malgré l'interdiction par Rome des prêtres-ouvriers, il obtient du Cardinal Ottaviani, préfet de la Doctrine de la Foi, l'autorisation de faire un travail artisanal, pendant 5 ans il sera évêque-ouvrier.
Il prend part au Concile Vatican II. 
Élu à la commission doctrinale du Concile, il participe activement à la rédaction du Schéma XIII , devenu "Gaudium et spes", il intervint à de nombreuses reprises notamment pour une "Eglise servante et pauvre", et contre l'idée de la guerre juste.
En 1983, à Lyon, il signe un tract Gel de l'impôt pour le gel de l'armement nucléaire qui incite à refuser le paiement du troisième tiers provisionnel. Les autres signataires sont le parti écologiste Les Verts, l'Association internationale du Livre de la Paix, Pax Christi, Courant alternatif, la Ligue des droits de l'Homme, la mairie de Saint-Pierre-de-Chandieu et l'Association pour le respect absolu de la personne humaine.
En 2019, un manuscrit inédit de monseigneur Ancel a été publié, intitulé L'appel des fidèles laïcs à la perfection évangélique.

## Ouvrages
Alfred Ancel publie de nombreux ouvrages, notamment :
- La Mentalité bourgeoise, 1950.
- Le Problème de la paix, P. E. L., Lyon, 1951.
- 5 ans avec les ouvriers, Éditions du Centurion, 1963.
- La Pauvreté de l’Église, 1973.
- Pour une lecture chrétienne de la lutte des classes, Éditions universitaires, 1975.
- Dialogue en vérité, Chrétiens et communistes dans la France d'aujourd'hui, Éditions sociales, 1979.
- Un militant ouvrier dialogue avec un évêque, avec Joseph Jacquet, Éditions ouvrières, Rencontres, 1982.